# The Break-Up Artist
The Break-Up Artist es una película de 2009 dirigida por Steve Woo protagonizada por Amanda Crew, Ryan Kennedy, Moneca Delain, Peter Benson, Ali Liebert, y Serinda Swan.

## Elenco
- Amanda Crew como Britney Brooks.
- Serinda Swan como Ashley.
- Moneca Delain como Robyn.
- Ali Liebert como Tiffany.
- Peter Benson como  Rick.
- Ryan Kennedy como Mike.
- Jeffrey Bowyer-Chapman como Steven.
- Tony Alcantar como Bob Tilman.
- Sean Carey como Bruce.
- Mitchell Duffield como Tyler de 10 años.
- Jarrett Knowles como Christian.
- Kris Pope como Pat.
- P.J. Prinsloo como Jeff.
- Sean O. Roberts como Chuck.
- Christian Sloan como Club Guy.
- Colby Wilson como Gary.
- Charisse Baker como Linda.